# Norsk Luftfartsmuseum
Norsk Luftfartsmuseum – Narodowe Norweskie Muzeum Lotnictwa położone w miejscowości Bodø na północy Norwegii.

## Historia
31 marca 1992 roku norweski Storting wydał uchwałę o potrzebie uruchomienia w Bodø placówki muzealnej (Norweskie Centrum Lotnictwa, Norsk Luftfartssenter), będącej odpowiedzialnej za gromadzenie i eksponowanie pamiątek związanych z historią lotnictwa w Norwegii. 15 maja 1994 roku, król Harald V oficjalnie otworzył Norsk Luftfartssenter dla zwiedzających. 1 stycznia 1998 roku centrum zostało przekształcone w Narodowe Norweskie Muzeum Lotnictwa. 

## Budynek
Muzeum składa się z dwóch mniejszych jednostek organizacyjnych. Pierwsza z nich to Luftforsvarsmuseet, muzeum Norweskich Sił Powietrznych, organizacyjnie podlegające Muzeum Norweskich Sił Zbrojnych (Forsvarsmuseet) oraz AVINOR Museum, będąca placówką cywilną, odpowiedzialną za gromadzenie i prezentowanie eksponatów związanych z cywilną historią norweskiego lotnictwa. Obydwie placówki znajdują się pod jednym dachem w Norsk Luftfartsmuseum. Muzeum mieści się w budynku o powierzchni ponad 10 000 m², położonym na miejscu niemieckiego lotniska z czasów II wojny światowej. Muzeum również sąsiaduje z lotniskami, cywilnym portem lotniczym Bodø oraz wojskową bazą lotniczą. 

## Zbiory
Wśród wojskowych eksponatów na szczególną uwagę zasługuję amerykański samolot rozpoznawczy Lockheed U-2, jego obecność w muzeum nie jest przypadkowa. Podczas zimnej wojny w Bodø stacjonowały U-2, które wykonywały loty szpiegowskie nad terytorium ZSRR. To właśnie tutaj miał wylądować po zakończonej misji Gary Powers, którego U-2 został zestrzelono nad Swierdłowskiem 1 maja 1960 roku. Wśród pozostałych eksponatów warto wymienić prezentowany myśliwiec Supermarine Spitfire, wrak niemieckiego Junkers Ju 88, który prezentowany jest dokładnie w takiej postaci w jakiego go odnaleziono oraz "drewniane cudo" de Havilland Mosquito. W cywilnej części muzeum warto zwrócić uwagę na prawdopodobnie jedyny zachowany i prezentowany egzemplarz Junkersa Ju 52 w wersji na pływakach, wkomponowany w dioramę przedstawiającą samolot na wodzie. Samolot jest w barwach Norweskich Linii Lotniczych. Wśród samolotów znajdują się ekspozycje poświęcone działalności miejscowego aeroklubu, dokumenty i zdjęcia prezentujące historie norweskiego lotnictwa oraz eksponaty poświęcone bezpieczeństwu latania, wieża kontroli lotów, stanowiska operatorów radarów.